# Rahart Adams
Rahart Adams (Melbourne, 31 de enero de 1996) es un actor australiano, conocido por protagonizar la serie de ABC3 Nowhere Boys como Sam Conte y coprotagonizar la serie de Nickelodeon Every Witch Way en su papel de Jax Novoa. En 2012 apareció en el drama australiano Neighbours interpretando a Alistair O'Laughlin.

## Filmografía

### Películas
| Año  | Título                            | Personaje     | Notas            |
| ---- | --------------------------------- | ------------- | ---------------- |
| 2016 | Nowhere Boys: The Book of Shadows | Sam Conte     | Papel principal  |
| 2016 | Emo the Musical                   | Bradley       |                  |
| 2018 | Pacific Rim: Uprising             | Cadete Tahima | Papel de reparto |
| 2019 | Nancy                             | Ryan          | Cortometraje     |
| 2020 | Star Light                        | Nick          |                  |
| 2022 | Shadows                           | Cody          |                  |

### Televisión
| Año       | Título               | Personaje           | Notas                                      |
| --------- | -------------------- | ------------------- | ------------------------------------------ |
| 2013      | Neighbours           | Alistair O'Laughlin | 4 episodios                                |
| 2013–2015 | Nowhere Boys         | Sam Conte           | Papel principal (temporadas 1–2)           |
| 2014–2015 | Every Witch Way      | Jax Novoa           | Papel principal (temporadas 2–4)           |
| 2015      | Talia in the Kitchen | Jax Novoa           | Episodio: "Every Witch Lola's"             |
| 2015      | Liar, Liar Vampire   | Davis Pell          | Película de televisión                     |
| 2016–2018 | Foursome             | Kent Saydak         | Papel principal                            |
| 2017      | House Husbands       | Rafiq               | 5 episodios                                |
| 2021      | Discover Indie Film  | Ryan (Nancy)        | Episodio: "Nancy & The Bus to Birra Birra" |
| 2023      | Gotham Knights       | Brody March         | Papel principal                            |